# Hibbertia villifera
Hibbertia villifera är en tvåhjärtbladig växtart som beskrevs av Johann Gottlieb Otto Tepper och H.R. Toelken. Hibbertia villifera ingår i släktet Hibbertia och familjen Dilleniaceae. Inga underarter finns listade i Catalogue of Life.